# Marcus Perperna (Gesandter)
Marcus Perperna († nach 126 v. Chr.) war ein im 2. Jahrhundert v. Chr. lebender römischer Politiker und Diplomat.

## Leben
Marcus Perperna entstammte der (ursprünglich etruskischen) Adelsfamilie Perperna. Wie sich aus einer Inschrift ergibt, war er wohl der Sohn eines Lucius Perperna. Erstmals in den erhaltenen Quellen, den römischen Geschichtsschreibern Titus Livius und Appian, erwähnt wird er Anfang 168 v. Chr. anlässlich des Kriegs, den die Römer gegen den makedonischen König Perseus führten. Damals wurde er von dem in Illyrien kommandierenden Appius Claudius Centho zusammen mit Lucius Petillius in diplomatischer Mission zum illyrischen König Genthios geschickt. Dieser beschuldigte aber die beiden römischen Gesandten der Spionage und ließ sie inhaftieren. Der Prätor Lucius Anicius Gallus, der als Nachfolger von Claudius Centho den Oberbefehl in Illyrien übernommen hatte, ging wegen der Gefangennahme der Gesandten militärisch gegen Genthios vor und vermochte den Krieg schon nach einem Monat erfolgreich zu Ende zu führen, indem er Skodra, die Hauptstadt des feindlichen Königs, eroberte. Dort konnte er auch die beiden gefangengesetzten Römer befreien. Als Genugtuung erhielt Perperna den Auftrag, die Kapitulation der Familie des Genthios in Meteon entgegenzunehmen und die Nachricht des Sieges über den König in Rom zu verkünden.
Vermutlich gehörte Perperna zu den vier Römern, die etwa zu diesem Zeitpunkt die Proxenie von Kierion in Thessalien erhielten. Jedenfalls war er der Vater des gleichnamigen Konsuls von 130 v. Chr., der den Aufstand des Aristonikos in Kleinasien niederschlug. Perperna überlebte seinen Sohn und wurde 126 v. Chr. aus Rom ausgewiesen, weil er sich das römische Bürgerrecht angemaßt hatte.